# アートン新社
株式会社アートン新社（アートンしんしゃ）は、東京都新宿区に本社を置く日本の出版などを行う企業である。
1987年、東京都府中市に設立、1991年に、商号を「アートン」に変更。広告代理店事業のイベントの企画制作など、さまざまな業務を行い、出版業には1997年に参入した。2007年に会社整理が行われ[1]、その後商号を「アートン新社」に変更。